# Heteramoeba
Heteramoeba – takson eukariotów należący do supergrupy excavata.

## Systematyka
Należą tutaj następujące gatunki:
- Heteramoeba clara Droop, 1962